# Opera dei Pupi
Opera dei Pupi (sicilijanski: Òpira dî pupi) je lutkarsko kazalište marioneta koje prikazuju srednjovjekovna književna djela kao što je franačka romantična pjesma Pjesma o Rolandu ili talijansku renesansnu pjesmu kao što je Bijesni Orlando, ali i živote svetaca te slavnih bandita. Kao jedna od karakterističnih kulturnih tradicija Sicilije, nastala je početkom 19. stoljeća i odmah postala jako popularna među radničkom klasom otoka. No, ono ima korijene u sicilijanskoj tradiciji cantastorîja („pjevači priča”) koji potječu iz provansalske trubadurske tradicije koja se pojavila na Siciliji za vrijeme vladavine Fridrika II., cara Svetog Rimskog Carstva, u prvoj polovici 13. stoljeća. 
Dijalozi i izvedba ovog kazališta uvelike ovisi o improvizacijama samih lutkara. Postoje dvije glavne sicilijske škole opere dei pupi koje se razlikuju uglavnom veličinom i oblikom marioneta, načinima kako se njima upravlja i raznovršnošću šarenih scenografija; to su škole u gradovima Palermo i Catania.
Opera dei pupi je obiteljski posao u kojemu se cijela obitelj brine da se strane kola koje vuku magarci ukrase zamršenim, oslikanim scenama, te ručno prave marionete od drveta koje su slavno po svojim snažnim ekspresijama. Lutkarske obitelji se također jako trude nadmašiti izvedbe drugih skupina, što je snažno utjecalo na njihovu publiku. U prošlosti su njihove izvedbe znale trajati nekoliko noćiju i bile su prava društvena okupljanja. zbog toga je sicilijansko kazalište marioneta Opera dei pupi proglašeno nematerijalnom svjetskom baštinom 2001., a 2008. je i upisano na UNESCO-ov popis nematerijalne svjetske baštine u Europi.
Gospodarski i društveni potresi uzrokovani iznenadnim gospodarskim procvatom 1950-ih imao je porazan učinak na ovu tradiciju. U to vrijeme, slični oblici kazališta u drugim dijelovima Italije se nestali, kako bi se ponovno pojavili tek dvadesetak godina kasnije. Opera dei Pupi je jedini primjer neprekinute tradicije ove vrste kazališta. Zbog trenutnih gospodarskih poteškoća lutkari više ne mogu živjeti isključivo od svoje umjetnosti, što ih je potaklo da se okrenu više unosnim zanimanjima. Danas postoji samo nekoliko obiteljskih trupa koji održavaju tradiciju, često samo za turiste, što je pridonijelo smanjenju kvalitete izvedbe. Ne postoje više velike povijesne obitelji lutkara kao što su bili obitelji Greco iz Palerma, Canino iz Cinisija; Crimi, Trombetta i Napoli iz Catanije, Pennisi i Macri iz Acirealea, Profeta iz Licate, Gargano i Grasso iz Agrigenta. Međutim, još se možemo diviti najbogatijoj zbirci golemih marioneta u Internacionlanom muzeju marioneta Antonio Pasqualino i Etnografskom muzeju Sicilije Giuseppe Pitre u Palermu. Ostale lijepe i značajne marionete su izložene u Općinskom muzeju Vagliasindi u Randazzu.

## Poveznice
- Lutkarstvo u Slovačkoj i Češkoj

## Vanjske poveznice
- Video primjer na UNESCO-ovim službenim stranicama (engl.)